# ネオン・ボーイズ
ザ・ネオン・ボーイズ（The Neon Boys）はアメリカ合衆国のロックバンド。テレヴィジョンの前身に当たる。1972年に結成し、1973年に解散した。

## 概要・来歴
メンバーはリチャード・ヘル、トム・ヴァーレイン、ビリー・フィッカの3人。詳細は後述のメンバーの節を参照のこと。
高校の同級生だったリチャード、トム、ビリーの3人によって1972年に結成。ライブでの活動を展開した後、1973年に解散した。その後、ネオン・ボーイズの3人にリチャード・ロイドを加えてテレヴィジョンを結成し活動を継続。
活動期間中、作品を発表することはなかったが、解散後の1980年、ネオン・ボーイズの楽曲が2曲収録されたEPがシェイク・レコーズより発表された。詳細は後述の作品の節を参照のこと。

## メンバー
- リチャード・ヘル - Richard Hell
  - ボーカル、ベース担当。
- トム・ヴァーレイン - Tom Verlaine
  - ボーカル、ギター担当。
- ビリー・フィッカ - Billy Ficca
  - ドラムス担当。

## 作品
- ザッツ・オール・アイ・ノウ（ライト・ナウ） / ラヴ・カムズ・イン・スプルーツ - That's All I Know (Right Now) / Love Comes in Spurts （1980年、SHK-101、再発: 1991年）
  - ヴォイドイズとのスプリットEP。A面にはヴォイドイズの「タイム」「ドント・ダイ」が、B面にはネオン・ボーイズの表題曲がそれぞれ収録されている。また、再発盤にはネオン・ボーイズの「ハイ・ヒールド・ホエールズ」が追加収録されている。